# Production de bananes en Côte d'Ivoire

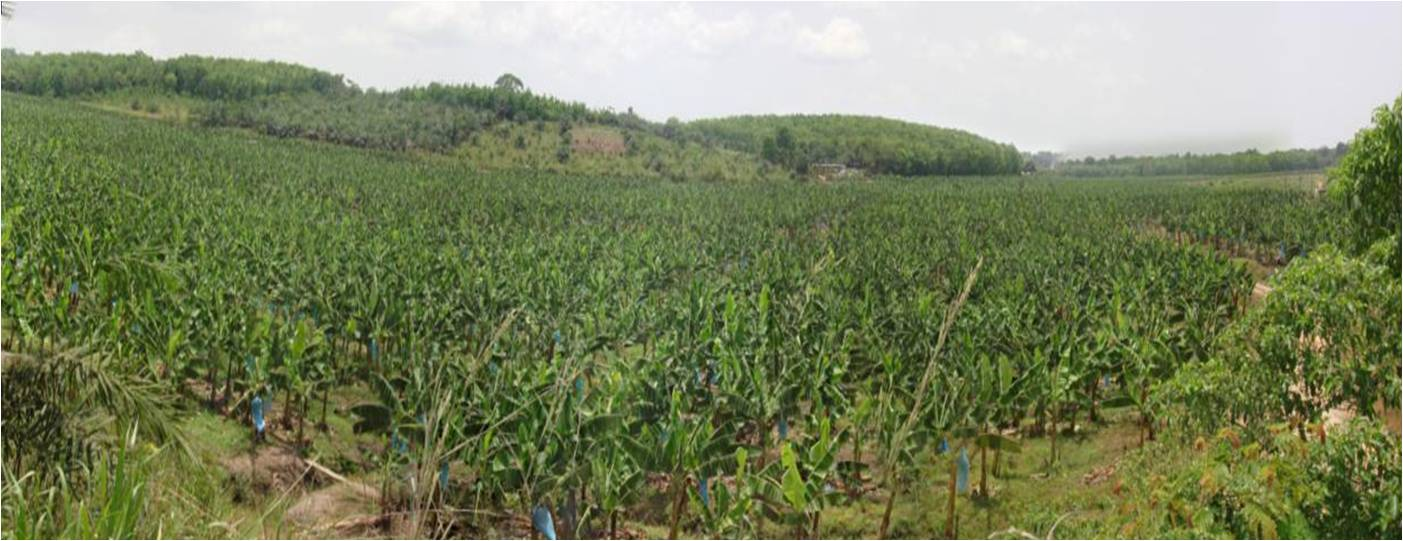
Une bananeraie en Côte d'Ivoire.

La production de bananes en Côte d'Ivoire est le produit de cultures de bananes dessert, de bananes à cuire cultivées dans des plantations ouvertes et en cultures intermittentes du niveau de la mer à des altitudes de 2 000 mètres. Comme dans la majeure partie de l'Afrique, cette ressource est principalement destinée à la consommation locale.

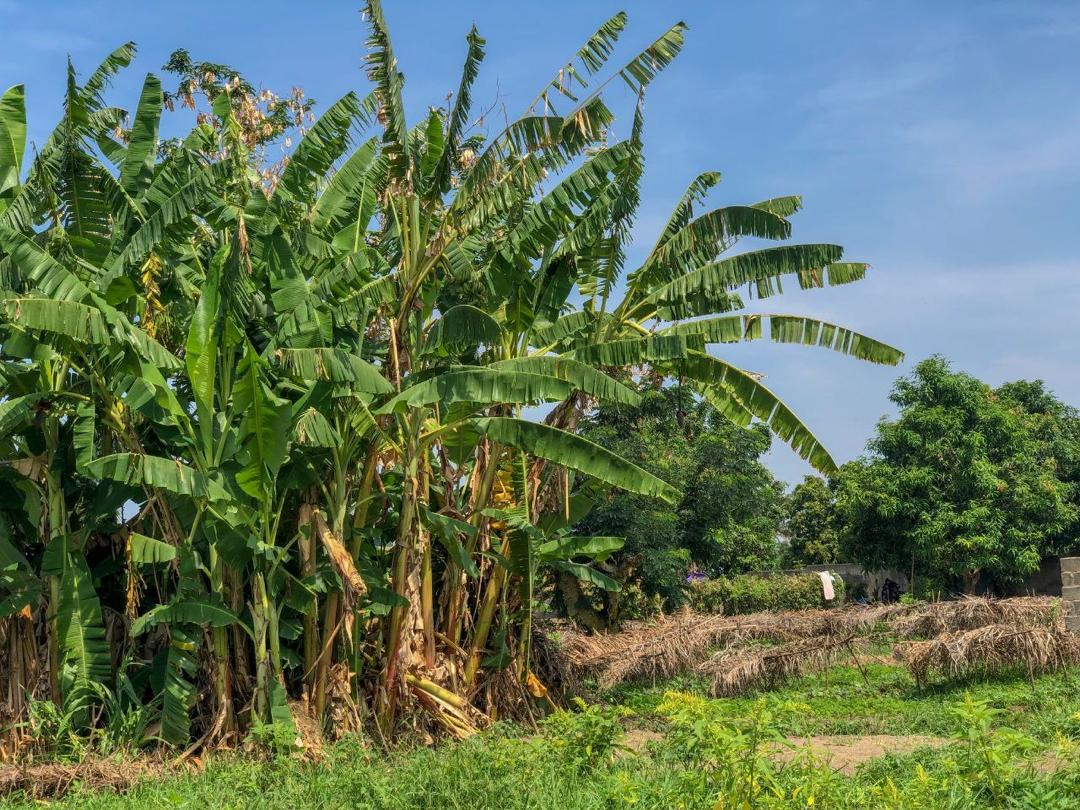
Bananier en Côte d'Ivoire

L'Afrique de l'Ouest est deuxième derrière l'Afrique centrale pour la production de bananes en Afrique et son utilisation comme culture de base pour les résidents locaux. La majeure partie de la récolte de bananes en Afrique centrale est destinée à la consommation locale, la banane étant une denrée alimentaire majeure dans cette région.

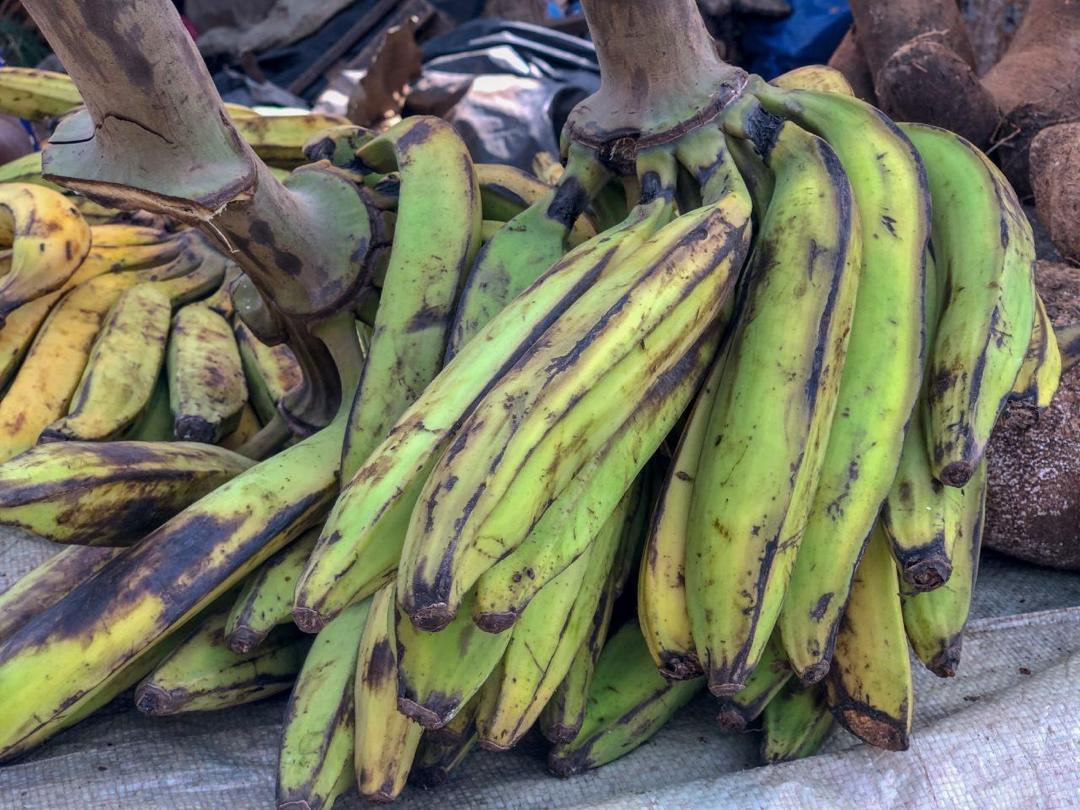
Banane plantain issu d'un champs en Côte d'Ivoire

Les cultures de bananes d'exportation sont cultivées en Afrique de l'Ouest, la Côte d'Ivoire et le Cameroun étant les deux pays africains qui exportent des bananes de manière importante, exportant les fruits frais vers l'Europe. Les sols, la quantité et la répartition des précipitations et les températures en Afrique de l'Ouest équatoriale forment diverses combinaisons de conditions propices à la production bananière.

## Ravageurs
- Sigatoka noire
- Sigatoka jaune
- Maladie de la tache septorienne
- Maladie de Panama
- Nématodes
- Insectes